# George Tofan
George Tofan (n. 5 noiembrie 1880, Bilca, Austro-Ungaria – d. 15 iulie 1920, Cernăuți, România) a fost un scriitor și jurnalist român din Austro-Ungaria. El a fost fondatorul și editorul-șef al revistei Școala; de asemenea, George Tofan a fost jurnalist și funcționar în Chișinău, ”apostolul cultural”[1], una din marile figuri culturale, care a întrunit în mijlocul generației, sale sufletul românilor și a corpului didactic din Bucovina.
Moștenirea culturală a lui George Tofan, după scurta dar intensa viață, a însemnat numeroase acte și dispoziții emise ca președinte de asociații, secretar-șef la Instrucție, deputat, introducerea învățământului în limba română în Basarabia și Bucovina, 14 școli și o universitate nou-înființate sau reformate, de pe întregul cuprins al Bucovinei, a înființat bănci populare, societăți de consum, cantine școlare, biblioteci sătești, muzee, școli de adulți, grădinițe de copii. Ne-a rămas o singură monografie de specialitate din acea vreme și acea regiune istorică, ”Învățământul în Bucovina”, o Culegere de folclor (pierdută) și o altă monografie (tot pierdută), Bucovina culturală, peste 200 de titluri de articole, 19 reviste și ziare pe care le-a înființat sau la care doar a colaborat, membru în 12 asociații și 7 comitete (înființate de el, sau din care făcea parte), nenumărate întâlniri profesionale de mare valoare, evenimente culturale organizate cu elevii și cadrele didactice: 14 șezători-literare, 5 turnee teatrale și corale.
[1] D. Marmeliuc, “Zece ani de la moartea lui George Tofan”, în Calendarul "Glasul Bucovinei" pe anul 1931, Cernăuți, 1931, p. 18

## Lucrări
- "Avram Iancu, viața și activitatea lui", 1901

## Legăturiexterne
- George Tofan
- 120 ani naștere George Tofan
- https://www.ccd-suceava.ro/pdf/Monografie%20CCD.pdf